# Arturo Pérez Velasco
Arturo Alejandro Pérez Velasco (Ciudad de México, 3 de mayo de 1968) es un documentalista, catedrático y realizador independiente mexicano.

## Primeros pasos
Estudia la licenciatura en Ciencias de la Comunicación en la Universidad del Tepeyac. Desde la adolescencia mostró fascinación por la fotografía, el cine y la televisión.
Durante su etapa universitaria colabora como fotógrafo en los cortos de 8 mm “Psycho Mimo” y “La broma”. Realiza varios audiovisuales con temáticas culturales.
En 1992 realiza dos documentales dentro de la serie Cadena de las Américas, celebración que recopila trabajos de todos los países de Iberoamérica. En 1994 Produce y dirige para televisión “El Hechizo de Cristina”, con la actuación de Karen Sentiés y Ninón Sevilla, entre otros.

## Carrera como documentalista
Entre 1998 y 1999 escribe y realiza dos documentales sobre la biografía y obra cinematográfica de una de las más importantes estrellas del cine Mexicano: María Félix. Toma como base una serie de entrevistas que el historiador Enrique Krauze realizó a la actriz. Aún con vida, María Félix revisa el documental y colabora con su contenido y tratamiento final.
Los grandes estadios es un documental realizado en 2001 donde, con el pretexto de hablar de fútbol, se muestra la arquitectura de los recintos deportivos más importantes de México. En 2005 realiza el documental Las antigüedades en México, La vida detrás de los objetos, escrito por Ana Mary Ramos. 
El Instituto Nacional para el desarrollo de Capacidades del Sector Rural, de México, lo invita a colaborar en 2007 produciendo un documental sobre la producción de Frijol en México. El trabajo forma parte del proyecto del Gobierno Mexicano para apoyar a los productores de Maíz y Frijol (PROMAF) ante la apertura comercial de granos básicos de 2008 contemplado en el Tratado de Libre Comercio entre Estados Unidos, Canadá y México (TLC).

## Trabajo Independiente
En 2008 dirige Rä hmuxant’oho (Los Señores del Monte), Documental independiente escrito con Angélica Macías Cuellar y filmado en la comunidad de San Pablito, Puebla. El trabajo muestra la problemática ecológica de la comunidad vista desde la óptica y creencias de los habitantes y busca crear conciencia sobre temas ambientales. El documental es invitado a diversos festivales y muestras en América y Europa. Es, en San Pablito, donde se produce el papel amate.
También en 2008 dirige y produce el documental Estrategias para la conservación de la Biodiversidad, en un esfuerzo por ofrecer a los campesinos y productores rurales alternativas sustentables en su medio. Colabora con diferentes organismos en la elaboración de contenidos audiovisuales didácticos y trabajo sin fines de lucro.
En 2009 realiza el documental "Manolo Vargas, una vida con estrella", narrado por el maestro de baile español Manolo Vargas y presentado por la bailarina Pilar Rioja, quien realizó la investigación.

## Trabajo docente
En el año 2000 imparte la materia de Televisión y Audiovisuales en la UNITEC. Desde 2006 es profesor en el Instituto Ruso Mexicano de Cine Sergei Einsestein, en la Ciudad de México y Fotografía en el IDAC.

## Reconocimientos
En diciembre de 2007 es reconocido como Miembro del Año por un importante directorio de profesionales a nivel internacional, para su edición 2008. (enlace roto disponible en Internet Archive; véase el historial, la primera versión y la última).
En octubre de 2008 el documental "Los Señores del Monte" obtiene una mención "Por Registro de las Tradiciones del Pueblo" dentro del Festival Pantalla de Cristal del mismo año. Y selección oficial en el Festival Internacional Contra el Silencio.
En 2012 sus cortos documentales "Pucnachén, artesanos de fibras naturales" y "Sembrando vida, cosecha de agua en el Citlaltépetl" son selección oficial de la 7a edición del Festival Internacional Contra el Silencio. El mismo año, "Sembrando vida" es selección oficial en el Festival Internacional Cine en el Campo.

## Documentales
- La vida en tiempo de Miguel Alemán Valdés (1998)
- María Félix, Todas mis guerras (1998)
- El Cine y la Modernidad (1999)
- Álvaro Obregón, El vértigo de la Victoria (1999)
- María Félix, Sus Personajes (1999)
- La televisión Mexicana: Ernesto Alonso, El genio de la Telenovela (2000)
- Los grandes estadios (2001)
- Historia del Necaxa (2002)
- Pasado y futuro laboral en México (2006)
- Fidel Velázquez, El Viejo Lobo (2004)
- Las antigüedades en México, La vida detrás de los objetos (2005)
- Historia del PAN (Partido Acción Nacional) (2006)
- Historia del PRI (Partido Revolucionario Institucional) (2006)
- Historia del PRD (Partido de la Revolución Democrática) (2006)
- Paquete Pedagógico Audiovisual Frijol (PROMAF) (2007)
- Pilar Rioja, Volumen 1 y 2 (2007)
- Expediente Alemania 06 (2007)
- Estrategias para la conservación de la Biodiversidad (2008)
- Rä hmuxant’oho (Los Señores del Monte) (2008)
- Manolo Vargas, una vida con estrella (2009)
- El método de Manolo Vargas (2009)
- Bailo en el contratiempo (2010)
- Danzas de ida y vuelta (2011)
- Pucnachén, artesanos de fibras naturales (2011)
- Sembrando Vida, cosecha de agua en el Citlaltépetl (2011)
- El Universal, México (1999). «María Félix y "Todas sus guerras"». El Universal.

- Datos: Q5707443